# 沙隆战役
卡塔隆平原战役（英語：Battle of the Catalaunian Plains），又称沙隆战役（英語：Battle of Châlons），于451年发生在今天法国香槟沙隆地区，是一场由罗马将军埃提烏斯和西哥特国王狄奥多里克一世领导的联军与由阿提拉率领的匈人联军之间的战役。这次战役标志着西罗马帝国最后一次重要的军事行动，也是埃提烏斯军事生涯的巅峰之战。尽管西罗马帝国联军最终取得了胜利，但狄奥多里克一世在这场战斗中阵亡，同时，阿提拉也在此战后离开了高卢，并将目标重新转向意大利本土。

## 背景
在公元450年前后，西罗马帝国对高卢以及意大利各省的控制已经明显削弱，阿摩里卡（今天的布列塔尼，位于法国北部）成为唯一仍在帝国名义下的控制区。与此同时，游荡在西罗马帝国边境地带的日耳曼部落大多已经定居，由各部落领袖组织，成为帝国的雇佣军。北高卢介于莱茵河和马恩河之间的地区被法兰克人所占据。西哥特人在阿基坦地区蓬勃发展。勃艮第人在阿尔卑斯山脉附近表面上服从，实际上却涌动着起义的浪潮。
帝国唯一实质控制的地区仅剩地中海沿岸。这一区域宽窄不一：自奥尔良开始，沿着卢瓦河谷上游直到罗纳河下游，呈现出带状分布。
据约达尼斯所述，阿提拉被汪达尔王盖萨里克所挑唆，向西哥特人发动了战争。同时，盖萨里克试图在西罗马帝国和西哥特人之间制造冲突。
西罗马皇帝瓦伦提尼安三世的姐姐奥诺莉亚在宫廷政治斗争中失败，随后被皇帝软禁在东罗马的一座修道院中。瓦伦提尼安后来决定让奥诺莉亚与罗马元老巴苏斯·赫库兰努斯结婚，但奥诺莉亚不愿被安排，于是寻求匈奴王阿提拉的帮助。她在公元450年春季写信给阿提拉请求援助，并附上了她的戒指。阿提拉向西罗马帝国皇帝瓦伦提尼安三世建议娶奥诺莉亚作为试探，但瓦伦提尼安三世毫不犹豫地拒绝了这一提议。东罗马帝国皇帝马尔西安得知西罗马帝国皇帝瓦伦提尼安三世拒绝与阿提拉联姻，为避免冲突，迅速将奥诺莉亚送回西罗马帝国首都拉文纳。但奥诺莉亚拒绝接受这一安排，再次致信阿提拉。阿提拉于是再次派使者求婚，同时提出割让一半国土作为嫁妆的请求。面对阿提拉的要求，西罗马帝国皇帝瓦伦提尼安三世果断拒绝。阿提拉趁机集结麾下各民族组成大军，发动了战争。

## 戰鬥經過
451年初，匈王阿提拉的军队自多瑙河出发，渡过莱茵河，一路势不可挡地向高卢地区杀来，城市无力抵抗，因而相继陷落，遭受惨重蹂躏。4月7日，阿提拉大军攻陷梅斯，随即将战火带入高卢。匈人大军横扫北高卢，到了5月底，兵锋直逼奥尔良城下。此时，西罗马帝国大将弗拉维乌斯·埃提乌斯意识到对阿提拉的判断错误，开始组织反击。
弗拉维乌斯·埃提乌斯深知各族对匈人的入侵同感威胁，因此派人四处联络，组成了反匈人的联盟。这个联盟分布在高卢、西班牙各个日耳曼部落，甚至不列颠的凯尔特部落也派兵前来支援。就连长期以来的对手西哥特国王狄奥多里克一世也迅速与之达成和解，并亲率军队前来会师，打算与匈人决一死战。
就在西罗马-西哥特联军仍在组织的同时，匈王阿提拉的军队逼近高卢北部重镇奥尔良。此时占据奥尔良附近的阿兰国王桑吉班见阿提拉军势汹汹，因此暗中派使者归顺，等到匈人大军因缺乏攻城器械、无力攻克防守严密的奥尔良后，又得知西罗马-西哥特联军已逐渐迫近，于是率部倒戈，一同加入反抗阿提拉的阵营。为了惩罚阿兰人的叛变，阿提拉率领全军围攻奥尔良。阿兰人与罗马军团共同守卫，奋死抵抗，并急派使者向弗拉维乌斯·埃提乌斯请求迅速来援。
6月14日，埃提乌斯率领临时拼凑的联军抵达奥尔良，阿提拉因担心所部分散围城，会遭到弗拉维乌斯·埃提乌斯与城内守军夹击，于是将部队收缩北撤。19日，西罗马-西哥特联军中的法兰克人对掩护匈人主力后撤的哥特人发起袭扰，造成大量伤亡，但这只是大战来临的前奏。
次日，双方在特洛瓦与沙隆间的卡塔隆尼平原展开交战。阿提拉将匈人骑兵置于前线，东哥特人安排于左翼，哥特人安排于右翼。埃提乌斯则将首鼠两端的阿兰国王桑吉班部署于中军，用以消耗匈人骑兵，而将罗马主力部署于左翼，右翼则由西哥特国王狄奥多里克一世率领对付东哥特人。
阿提拉将主力置于中央，本意是打算以骑兵突击贯穿西罗马-西哥特联军阵线，将其切成两段，各个击破。然而，曾长年生活在匈人帝国的弗拉维乌斯·埃提乌斯深知匈人的战术习惯，因此刻意将主力放在左翼，任由匈人骑兵与阿兰人消耗，而以精锐罗马军团对付蛮族混合部队，以保持主力战力。
战斗开始后，匈人联军与对手进行激烈的交战，却未能取得上风，因而士气受挫。阿提拉见状，立即出面鼓舞士气，使匈人联军重新振作，很快地就与西罗马-西哥特联军陷入混战。为了击溃对手，阿提拉将主力投入对哥特人的战斗之中。双方展开激战，西哥特国王狄奥多里克一世见局势稍显不利，于是出马鼓舞士气，却为流矢所中，翻身落马，死于乱军之中。西哥特国王狄奥多里克一世战死后，失去首领的西哥特人略陷于慌乱，但在王子多里斯蒙德的指挥下恢复秩序，并迅速展开凌厉的反击，终于将匈人击退，慌不择路的匈人骑兵在退却途中与罗马军团遭遇，造成大量伤亡。
战斗持续至夜晚，阿提拉感到大势已去，于是丢下大部分人马，只带着身边亲信突围，狼狈地逃回用战车包围的大营。回到大营后，阿提拉将所有马鞍都集中在一起，燃起一堆大火，准备在大营被攻破之后跳入火堆自尽，以免受被俘之辱。
此时已入深夜，战场上依然一片混乱。多里斯蒙德率部追击时与西哥特主力走散，误入匈人营地，幸亏随从拼死保护，多里斯蒙德才得以从敌阵中突围出来。与此同时，罗马军团主帅弗拉维乌斯·埃提乌斯在战斗中也在混战中与所部失散，不得不在西哥特人的大营里过夜。在弗拉维乌斯·埃提乌斯失踪期间，罗马军团一度传出他已阵亡的谣言，直到次日凌晨，弗拉维乌斯·埃提乌斯返回军中才稳定了军心。经过一日苦战，双方尸横遍野，阿提拉的匈人联军终于为西罗马-西哥特联军所败。

## 战后

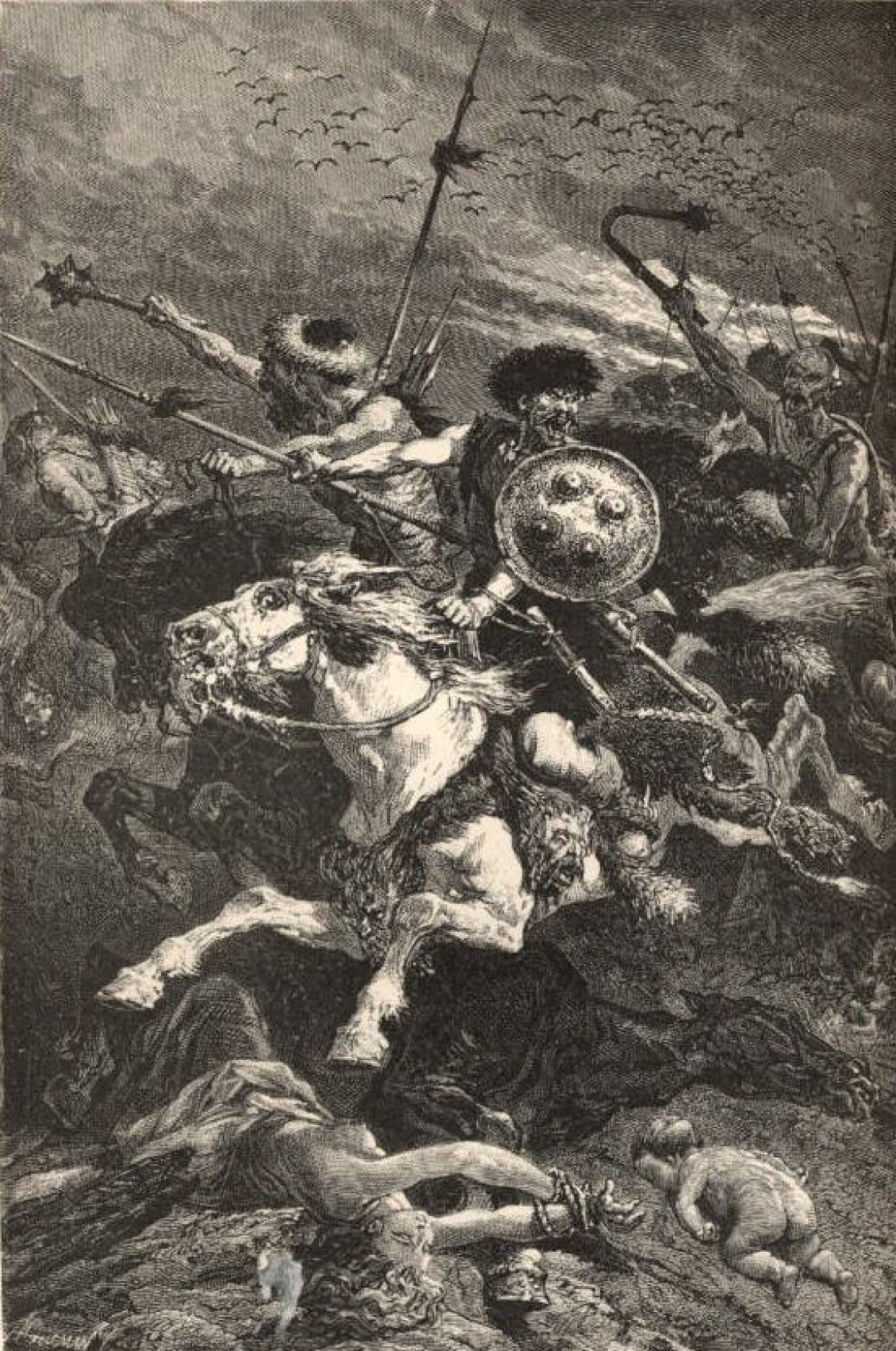
突击中的匈人骑兵（Alphonse de Neuville绘）

阿提拉从莱茵河一线撤退表明了西罗马帝国的最终胜利。
在战后的数年间，阿提拉仍坚称对奥诺利亚及他所要求的西罗马帝国领土拥有所有权。为此，他率领部队越过阿尔卑斯山脉进入意大利北部，攻陷了包括维罗纳、米兰在内的数个城市。最终，他停止了对罗马城的进攻。阿提拉在罗马城仅会见了教皇，随后便率军撤退。
这场战役的激烈程度影响深远，不仅因为阿提拉率领前所未有的军队规模入侵欧洲，更在于战斗过程的迅速和残酷。对于此次战役的伤亡率，吉本说道：考虑到伤亡率之高，以及对后世的深远影响，充分证明了历史学家的评论：在那个时刻，由于君主们的疯狂，一整代人被消灭了。

## 延伸阅读
- J.F.C. Fuller, "The Battle of Chalons", A Military History of the Western World: From he Earliest Times To The Battle of Lepanto, Da Capo Press, New York, vol. 1. pp. 282–301 ISBN 0-306-80304-6.
- Man, John, Attila: The Barbarian King Who Challenged Rome New York: Thomas Dunne Books, 2006.
- Jordanes，“De origine actibusque Getarum”（《哥特史》）